# Initial Teaching Alphabet

Initial Teaching Alphabet

Das Initial Teaching Alphabet war ein englisches Alphabet, welches alle 44 Laute (Phoneme) der englischen Sprache in einem eigenen Alphabet abbildete, und es somit den Kindern erleichterte, Wörter auszusprechen und korrekt zu schreiben – denn viele englische Wörter, wie through, though und thought, besitzen eine widersprüchliche Aussprache.
Das ITA wurde von Sir James Pitman erfunden, dem Enkelkind des Erfinders der Pitman-Kurzschrift, Isaac Pitman. James Pitman entwickelte ITA, als er die Arbeiten seines Vorfahren studierte, und in der phonetisch basierten Kurzschrift einen Ansatz entdeckte, um das Lesen- und Schreibenlernen zu vereinfachen. In den 1960er und 1970er Jahren, als Schulen noch frei darin waren, welche Unterrichtsmethoden und -mittel sie einsetzen, wurde ITA an zahlreichen britischen Schulen gelehrt.
Das Initial Teaching Alphabet zeigte einen deutlichen Erfolg bei Kindern aus der Unterschicht, welche oftmals nur in der Schule einen Umgang mit geschriebener Sprache hatten. Diese lernten rasch, Texte fehlerfrei zu sprechen und zu schreiben. Bei Kindern, die parallel zum Schulunterricht zu Hause Bücher im üblichen Alphabet gelesen hatten, sah es anders aus.
Als im späteren Schulunterricht wieder auf das Standard-Alphabet mit 26 Buchstaben umgestellt wurde, bekundeten zahlreiche Schüler Mühe, und einige fühlten sich sogar betrogen, weil sie wiederum ein neues Alphabet erlernen mussten. Ebenso hatten Erwachsene – auch solche mit Universitätsabschlüssen – im Berufsleben große Probleme mit der Rechtschreibung, falls sie als Kind mit ITA das Lesen und Schreiben gelernt hatten.